# Сајат-Нова
Сајат Нова (јерм. Սայաթ-Նովա, азер.  груз. საიათნოვა; Тбилиси, 14. јун 1712 – манастир Хагпат, 22. септембар. 1795), рођен под именом Харутјан Сајатјан, био је јерменски песник, музичар, монах и ашик. Писао је поезију на јерменском, грузијском, персијском, и азерском језику. Његов псеудоним Сајат Нова на персијском значи Краљ песника.
Своју уметност изводио је на двору грузијског краља Хераклијуса II, где је обављао и дужност дипломате. Помогао је у формирању војног савеза између Грузије, Јерменије и Ширвана усмереног против Персијског царства. Изгубио је положај на двору када се заљубио у краљеву сестру Ану. Наставио да се издржава као ашик лутајући и певајући своје песме. Био је ожењен и имао је четворо деце. Након женине смрти замонашио се у Јерменској апостолској цркви 1759. Убили су га у манастиру Хагпат освајачки војници иранског шаха Мухамеда-хана Каџара, зато што је одбио да пређе у ислам. Сахрањен је у Катедрали Светог Ђорђа у Тбилисију.
Допринос Сајата Нове развоју јерменске поезије и музике осамнаестог века је велики. Његове песме су секуларне и певају махом о љубави. Данас се ауторство над око 220 песама приписује Нови, али се претпоставља да их је написао више хиљада. Совјетски режисер Сергеј Параџанов је режирао 1969. авангардни биографски филм Боја нара о животу овог јерменског ствараоца.